# 刺突飞虱属
刺突飞虱属（学名：Spinaprocessus）为稻虱科的一个属。

## 下属物种
本属包括以下物种：
- 三刺刺突飞虱 Spinaprocessus tricanthus Ding, 2006